# Atletismo nos Jogos Pan-Americanos de 1987 - 5000 m masculino
A prova dos 5000 m masculino nos Jogos Pan-Americanos de 1987 foi realizada em 13 de agosto em Indianápolis, Estados Unidos.

## Medalhistas
| Ouro                      | Prata                       | Bronze                 |
| Arturo Barrios MEX México | Adauto Domingues BRA Brasil | Omar Aguilar CHI Chile |

## Final
| Posição           | Nome              | Nacionalidade      | Tempo    | Notas |
| ----------------- | ----------------- | ------------------ | -------- | ----- |
| Medalha de ouro   | Arturo Barrios    | MEX México         | 13:31.40 | PR    |
| Medalha de prata  | Adauto Domingues  | BRA Brasil         | 13:46.41 |       |
| Medalha de bronze | Omar Aguilar      | CHI Chile          | 13:47.86 |       |
| 4                 | Carey Nelson      | CAN Canadá         | 13:53.61 |       |
| 5                 | Marcelo Cascabelo | ARG Argentina      | 13:56.91 |       |
| 6                 | Antonio Silio     | ARG Argentina      | 14:13.44 |       |
| 7                 | Marcos Barreto    | MEX México         | 14:15.57 |       |
| 8                 | Carlos Quiñones   | PUR Porto Rico     | 14:16.13 |       |
| 10                | Rob Lonergan      | CAN Canadá         | 14:40.17 |       |
| 11                | Doug Padilla      | USA Estados Unidos | 14:47.13 |       |
| 12                | Terry Brahm       | USA Estados Unidos | DQ       |       |